# Sân vận động Abe Lenstra
Sân vận động Abe Lenstra (phát âm tiếng Hà Lan: [ˌaːbə ˈlɛnstraː ˌstaːdijɔn]) là một sân vận động bóng đá nằm ở Heerenveen, Hà Lan. Sân hiện được sử dụng chủ yếu làm sân nhà cho câu lạc bộ đang chơi ở Eredivisie Heerenveen. Sức chứa hiện tại là 27.224.